# 卡米亞諾吉爾卡 (日梅林卡區)
48°55′4″N 28°6′37″E / 48.91778°N 28.11028°E
卡米亞諾吉爾卡（烏克蘭語：Кам'яногірка），是烏克蘭的村落，位於該國西南部文尼察州，由日梅林卡區負責管轄，始建於1430年，面積21.7平方公里，海拔高度286米，2001年人口699，人口密度每平方公里32.21人。